# Albert B. Cummins

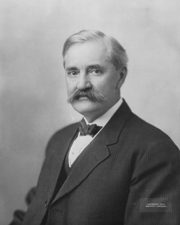
Albert B. Cummins

Albert Baird Cummins (* 15. Februar 1850 in Carmichaels, Greene County, Pennsylvania; † 30. Juli 1926 in Des Moines, Iowa) war ein US-amerikanischer Politiker (Republikanische Partei), der den Bundesstaat Iowa zwischen 1908 und 1926 im US-Senat vertrat. Zudem war er von 1902 bis 1908 dessen 18. Gouverneur.

## Frühe Jahre
Sein Vater war der Bauer und Zimmermann Thomas L. Cummins, seine Mutter Sarah Baird Flenniken.
Cummins besuchte die örtlichen Schulen seiner Heimat und dann bis 1869 das Waynesburg College. Danach arbeitete er für kurze Zeit als Schreiner. Außerdem war er bei der Verwaltung des Clayton County sowie im Allen County in Indiana angestellt und arbeitete beim Eisenbahnbau. Nach einem Jurastudium in Chicago wurde er im Jahr 1875 als Rechtsanwalt zugelassen. Danach betrieb er mit seinem Bruder eine Kanzlei in Des Moines.

## Politische Laufbahn
Zwischen 1887 und 1889 war Cummins Abgeordneter im Repräsentantenhaus von Iowa. In den Jahren 1894 und 1900 bewarb er sich jeweils erfolglos um einen Sitz im US-Senat. Zwischen 1896 und 1900 gehörte er dem Republican National Committee an. Damals unterstützte er die Präsidentschaftswahlkämpfe von William McKinley.
Im Jahr 1901 wurde er zum neuen Gouverneur seines Staates gewählt. Cummins trat sein neues Amt am 16. Januar 1902 an. In seiner Amtszeit wurden Gesetze zur Kontrolle der Eisenbahn und Versicherungsgesellschaften erlassen. Der Strafvollzug wurde reformiert und die Gesetze über die Kinderarbeit verbessert. Damals wurde auch in Iowa das Vorwahlprinzip bei öffentlichen Wahlen eingeführt. Am 24. November 1908 trat Cummins von seinem Amt zurück, um in den US-Senat zu wechseln.
Seinem Wechsel in den Kongress ging der Tod von Senator William B. Allison voraus, dessen angebrochene Amtszeit Cummins beenden musste. In den Jahren 1909, 1914 und 1920 wurde er dann jeweils wiedergewählt. Damit war er seit dem 24. November 1908 bis zu seinem Tod am 30. Juli 1926 US-Senator (Class 3). Zwischen 1919 und 1925 war er Präsident pro tempore des Senats. Cummins war auch Mitglied einiger Ausschüsse, wie z. B. des Ausschusses für den Öffentlichen Dienst (Committee on Public Service and Retrenchment), dessen Vorsitzender er war. Weitere Ausschüsse, in denen Cummins vertreten war: der Ausschuss für die Schifffahrt auf dem Mississippi River und seinen Nebenflüssen, der Ausschuss für den Binnenhandel innerhalb der Vereinigten Staaten (Committee on Interstate Commerce) und der Rechtsausschuss (Committee on Judicary).
Albert Cummins wurde in Des Moines beigesetzt. Er war seit 1874 mit Ida Lucette Gallery verheiratet. Gemeinsam hatte das Paar eine Tochter.